# 林謙三
林 謙三（はやし けんぞう、1899年5月1日 - 1976年6月9日）は、日本の音楽研究者、彫刻家。
雅楽の古い楽譜の解読や、正倉院の楽器や伎楽面、東アジアの伝統音楽の研究で知られる。

## 略歴
林謙三は大阪市に生まれた。本名は長屋謙三。1924年に東京美術学校彫刻科を卒業した。彫刻家として活躍する一方、独学で東洋の伝統音楽を研究した。
設立間もない東洋文庫にて、日本に亡命していた郭沫若と交友関係を結び、最初の著書『隋唐燕楽調研究』は郭沫若によって中国語に翻訳されて上海で出版された。林は郭沫若の胸像を作成した。
戦後、正倉院の古楽器の研究、復元を行い、1949年に朝日賞を受賞した。1951年から奈良学芸大学の教授をつとめた。

## 主要な著作
- 郭沫若 訳『隋唐燕楽調研究』商務印書館、上海、1936年。（郭沫若による中国語訳のみが存在し、日本語原文は出版されていない。）
  - 長谷部剛・山寺三知共編訳 編『林謙三『隋唐燕楽調研究』とその周辺』関西大学出版部、2017年。ISBN 9784873546544。（未発表の自筆原稿などをもとに中国語訳から「復元」した日本語版を含む）
- “Study on Explication of Ancient Musical Score of P'i-p'a discovered at Tun‒huang, China”. 奈良学芸大学紀要 5 (1). (1955).（後に改訂の上『雅楽』に収録、敦煌琵琶譜についてはほかにも未発表原稿あり[3]）。
- 銭稲孫 訳『東亜楽器考』音楽出版社[4]、北京、1962年。
  - 『東アジア楽器考』カワイ出版、1973年。[5]
- 『正倉院楽器の研究』風間書房、1964年。
- 『雅楽―古楽譜の解読』音楽之友社、1969年。

1965年に林謙三による古楽譜の解読・監修によって奈良・平安時代の音楽が復元演奏され、レコードとして残された。
- 『天平・平安時代の音楽 : 古楽譜の解読による』日本コロムビア、1965年。